# Начинович, Альваро
Альваро Начинович (хорв. Alvaro Načinović; род. 2 марта 1966, Риека) — югославский и хорватский гандболист, чемпион Олимпийских игр 1996 года в составе сборной Хорватии, бронзовый призёр Олимпийских игр 1986 года в составе сборной Югославии. За карьеру выступал в клубах «Замет» Риека, «Загреб», «Лашко», «Целье» и «Цриквеница».
В 1996 году вместе со всей сборной удостаивался высшей спортивной награды Хорватии — государственной награды имени Франьо Бучара.